# EC Vitória
Az Esporte Clube Vitória, röviden Vitória, Salvador városában, 1899. május 13-án alapított brazil együttes. A klub az állami Baiano bajnokság és az országos Série A résztvevője.

## Sikerlista

### Állami
- 29-szeres Baiano bajnok: 1908, 1909, 1953, 1955, 1957, 1964, 1965, 1972, 1980, 1985, 1989, 1990, 1992, 1995, 1996, 1997, 1999, 2000, 2002, 2003, 2004, 2005, 2007, 2008, 2009, 2010, 2013, 2016, 2017